# Николайчук Матвій Михайлович
Матвій Михайлович Николайчук (нар. 9 серпня 1974, Тернопіль, УРСР) — український тренер, футболіст, півзахисник. Син художника Михайла Николайчука.

## Біографія
До початку професійної кар'єри Николайчук грав в аматорських клубах: тернопільському «Текстильнику» та хоростківській «Зорі». У 1992 році він став гравцем тернопільської «Ниви», де провів чотири сезони. Своїми виступами за клуб він привернув увагу представників «Динамо» Київ. Однак, в складі киян він провів лише один матч, 18 березня 1996 року столичний гранд з рахунком 3:2 обіграв івано-франківський «Спартак». Крім цього футболіст зіграв ще один матч за дубль проти «Електрометалурга-НЗФ», «Динамо-2» перемогло з рахунком 2:1.
У сезоні 1995/96 років Николайчук отримав запрошення від тренера одеського «Чорноморця», Леоніда Буряка. У «Чорноморці» він провів два сезони, після чого перейшов у маріупольський «Металург». Потім в його спортивній кар'єрі були кіровоградська «Зірка», івано-франківське «Прикарпаття» і повернення в тернопільську «Ниву». Пізніше деякий час Матвій Николайчук грав на аматорському рівні в Німеччині, а в 2006 році, повернувшись на батьківщину, захищав кольори команди «Агрон» (Товстолуг), який виступав у чемпіонаті Тернопільської області. Завдяки накопиченому досвіду в професійному футболі Ніколайчук був одним з найкращих в її складі. У тому ж році були чутки про можливе повернення Ніколайчука в «Ниву», проте, воно не відбулося. Далі продовжив виступи в аматорських клубах Тернопільської області. Тренер дитячо-юнацького футбольного клубу «Чемпіон».

## Досягнення
- Вища ліга чемпіонату України
  -  Срібний призер (1): 1996